# Mãe d'Água (Paraíba)
Nota linguística: pelas normas oficiais da língua portuguesa, a palavra mãe-d'água tem necessariamente hífen. A grafia correta do nome do município deveria, portanto, ser Mãe-d'Água.
Mãe d'Água é um município brasileiro localizado na Região Metropolitana de Patos, estado da Paraíba. Sua população em 2019 foi estimada pelo IBGE (Instituto Brasileiro de Geografia e Estatística) em 4 009 habitantes, distribuídos em 228,676 km² de área.
O município é o detentor de mais conquistas estaduais no xadrez escolar (12 vezes) desde 2007. Parte do município está incluída na área do Parque Nacional da Serra do Teixeira, um parque nacional e unidade de conservação brasileira de proteção integral à natureza, que além de Mãe d'Água, estende-se por outros 11 municípios alcançando uma área total de 61 095 hectares.

## Etimologia
O termo mãe-d'água é a tradução portuguesa do que os indígenas conheciam como Iara ou Uiara (do tupi y-îara, “senhora das águas” ou “mãe-d'água”), segundo a mitologia indígena e o folclore brasileiro.

## Geografia
O município está incluído na área geográfica de abrangência do semiárido brasileiro, definida pelo Ministério da Integração Nacional em 2005.  Esta delimitação tem como critérios o índice pluviométrico, o índice de aridez e o risco de seca.

### Clima
Dados do Departamento de Ciências Atmosféricas, da Universidade Federal de Campina Grande, mostram que Mãe d'Água apresenta um clima com média pluviométrica anual de 801,8 mm e temperatura média anual de 25,3 °C.
| Dados climatológicos para Mãe d'Água          | Dados climatológicos para Mãe d'Água | Dados climatológicos para Mãe d'Água | Dados climatológicos para Mãe d'Água | Dados climatológicos para Mãe d'Água | Dados climatológicos para Mãe d'Água | Dados climatológicos para Mãe d'Água | Dados climatológicos para Mãe d'Água | Dados climatológicos para Mãe d'Água | Dados climatológicos para Mãe d'Água | Dados climatológicos para Mãe d'Água | Dados climatológicos para Mãe d'Água | Dados climatológicos para Mãe d'Água | Dados climatológicos para Mãe d'Água |
| Mês                                           | Jan                                  | Fev                                  | Mar                                  | Abr                                  | Mai                                  | Jun                                  | Jul                                  | Ago                                  | Set                                  | Out                                  | Nov                                  | Dez                                  | Ano                                  |
| --------------------------------------------- | ------------------------------------ | ------------------------------------ | ------------------------------------ | ------------------------------------ | ------------------------------------ | ------------------------------------ | ------------------------------------ | ------------------------------------ | ------------------------------------ | ------------------------------------ | ------------------------------------ | ------------------------------------ | ------------------------------------ |
| Temperatura máxima média (°C)                 | 33,7                                 | 32,8                                 | 32,1                                 | 31,5                                 | 30,6                                 | 29,9                                 | 29,9                                 | 31,3                                 | 32,8                                 | 34,1                                 | 34,6                                 | 34,5                                 | 32,3                                 |
| Temperatura média (°C)                        | 26,5                                 | 25,9                                 | 25,4                                 | 25,2                                 | 24,6                                 | 23,7                                 | 23,5                                 | 24,0                                 | 25,1                                 | 26,1                                 | 26,5                                 | 26,7                                 | 25,3                                 |
| Temperatura mínima média (°C)                 | 21,3                                 | 21,1                                 | 20,9                                 | 20,7                                 | 20,1                                 | 19,1                                 | 18,4                                 | 18,4                                 | 19,5                                 | 20,3                                 | 20,9                                 | 21,3                                 | 20,2                                 |
| Precipitação (mm)                             | 66,5                                 | 123,0                                | 211,0                                | 188,0                                | 65,2                                 | 30,8                                 | 14,9                                 | 5,8                                  | 2,1                                  | 4,7                                  | 11,3                                 | 30,2                                 | 801,8                                |
| Fonte: Departamento de Ciências Atmosféricas. |                                      |                                      |                                      |                                      |                                      |                                      |                                      |                                      |                                      |                                      |                                      |                                      |                                      |